# Aprostocetus flavicaput
Aprostocetus flavicaput är en stekelart som beskrevs av Girault 1913. Aprostocetus flavicaput ingår i släktet Aprostocetus och familjen finglanssteklar. Inga underarter finns listade i Catalogue of Life.